# طشقند (مزرباط)
طشقند هي بلدة في مقاطعة مزرباط في ولاية صرخنداريا في أوزبكستان.